# Organwalter
Organwalter (oder Organmitglieder) sind im Organisationsrecht natürliche Personen, welche die von der Rechtsordnung vorgesehenen Aufgaben eines Organs von juristischen Personen oder Personenvereinigungen wahrnehmen oder ausüben.

## Allgemeines
Organwalter werden nur im Rahmen ihrer Organaufgaben tätig. Juristische Personen oder Personenvereinigungen sind als solche nicht handlungsfähig, sondern erlangen ihre Handlungsfähigkeit erst durch die Organwalter. Handlungen der Organwalter stellen unmittelbar auch Handlungen der juristischen Person oder Personenvereinigung dar, sind jedoch kein Fall rechtsgeschäftlicher Stellvertretung. Dabei sind drei Ebenen zu unterscheiden:
- Organträger
- Organ
- Organwalter

Der Organträger ist eine juristische Person oder Personenvereinigung. Das Organ selbst kann insbesondere Vorstand, Geschäftsführung, Aufsichtsrat, Verwaltungsrat, Generalversammlung (auch Österreich und Schweiz), Gesellschafterversammlung oder Hauptversammlung, Betriebs- und Personalrat sein. Die hierfür tätigen Organwalter übernehmen Rechte und Pflichten gegenüber dem Organträger. Beispielsweise ist die Aktiengesellschaft der Organträger, ihr Vorstand ist das Organ, ein Vorstandsvorsitzender und ein sonstiges Vorstandsmitglied sind Organwalter.

## Arten
Entweder sehen Rechtsnormen (Gesetze, privatrechtliche oder öffentlich-rechtliche Satzungen, Geschäftsordnungen) lediglich einen Organwalter (Einzelorgan) oder mehrere (Kollegialorgan) vor. Während die seltenen Einzelorgane im öffentlich-rechtlichen Bereich häufig vorkommen (Monarch, Staatspräsident, Minister, Einzelrichter), gibt es sie im privatrechtlichen Bereich lediglich bei der Einpersonengesellschaft und bei kleineren Vereinen.

## Organhaftung
Nach § 31 BGB haftet der Verein für den Schaden, den ein Mitglied des Vorstands oder ein anderer verfassungsmäßig berufener Vertreter durch eine in Ausführung der ihm zustehenden Verrichtungen begangene, zum Schadensersatz verpflichtende Handlung einem Dritten zufügt. Diese Bestimmung gilt nicht nur für Vereine, sondern für alle juristischen Personen und juristische Personen des öffentlichen Rechts (§ 89 Abs. 1 BGB). Für die Eigenschaft als „verfassungsmäßig berufener Vertreter“ genügt es, wenn ihm durch die Betriebsregelung (Arbeitsanweisung) bedeutsame wesensgemäße Funktionen der juristischen Person zur selbständigen und eigenverantwortlichen Erfüllung zugewiesen sind. Damit haftet die Gesellschaft zivilrechtlich auch für Arbeitnehmer, die nicht Organwalter sind.
Die deliktische Außenhaftung der Organwalter ergibt sich aus dem Recht der unerlaubten Handlung. Sie haften persönlich und subsidiär gegenüber außenstehenden Dritten bei vorsätzlicher sittenwidriger Schädigung nach § 826 BGB, wenn der Organträger (das Unternehmen) als Haftungsschuldner – etwa durch Insolvenz – ausfällt. So entschied der BGH im Juli 2004, dass die beiden Vorstandsmitglieder der – insolventen – Infomatec die Aktionäre der Gesellschaft durch eine wissentlich falsche Ad-hoc-Mitteilung mit überhöhten Auftragseingängen von Kunden getäuscht hatten und deshalb Schadensersatz zahlen mussten. Allerdings ist eine Organhaftung von Vorstandsmitgliedern ausgeschlossen, wenn keine Pflichtverletzung vorliegt (§ 93 Abs. 1 Satz 2 AktG). Dies ist der Fall, wenn das Vorstandsmitglied bei einer unternehmerischen Entscheidung vernünftigerweise annehmen durfte, auf der Grundlage angemessener Information zum Wohle der Gesellschaft zu handeln. Sobald jedoch ein Organwalter einen Dritten durch aktives Tun unmittelbar schädigt und die Tatbestandsvoraussetzungen des § 823 Abs. 1 BGB erfüllt, entsteht hierfür eine persönliche Einstandspflicht. Die Gesellschafter der OHG sind Normadressaten des § 130 Abs. 1 und 2 HGB, sie haften im Rahmen der Organhaftung gegenüber der Gesellschaft und nach § 823 Abs. 2 BGB gegenüber deren Gläubigern.
Die Amtshaftung (Haftung der Gebietskörperschaften) ist die finanzielle Haftung des Staats für Schäden, die ein Organwalter in der Gerichtsbarkeit oder der Hoheitsverwaltung einem außenstehenden Rechtssubjekt rechtswidrig und schuldhaft zugefügt hat. Diese Haftung trifft zunächst den Beamten selbst (§ 839 Abs. 1 BGB), doch tritt nach Art. 34 Satz 1 GG der Staat mit befreiender Wirkung für den Beamten ein und haftet im Außenverhältnis alleine. Die Organhaftung befasst sich strafrechtlich mit der Frage, ob Straftatbestände bei der vertretenen Gesellschaft auch ihrem Organwalter zuzurechnen sind. Der Täter muss dann als Organ handeln. Nach § 14 Abs. 1 StGB wird die strafrechtliche Verantwortlichkeit vom Unternehmen auch auf seine Organwalter abgewälzt. Auch § 14 Abs. 1 Nr. 1 StGB, der die strafrechtliche Organhaftung zum Gegenstand hat, geht davon aus, dass jedes Mitglied der Geschäftsleitung Normadressat der der Gesellschaft obliegenden Pflichten bleibt.